# Анатолійські мови
Анатолійські мови (англ. Anatolian languages) чи хетто-лувійські мови —відгалуження Індоєвропейської мовної родини, що вимерла понад 2 тисячі років тому.
За даними глотохронології ці мови відділилися від решти індоєвропейських найраніше. Носії цих мов існували у II—I тисячоліттях до нашої ери на території Малої Азії (Хетське царство та малі держави, які виникали на його території), що пізніше були підкорені і асимільовані персами або греками.

## Писемність
Найстаріші пам'ятки анатолійської писемності — хеттський клинопис і лувійські ієрогліфи. Були знайдені також пам'ятки писемності палайською мовою — найдревнішою з анатолійських. Дослідженням цих мов займався чеський мовознавець Бедржих Грозний, який довів індоєвропейське походження анатолійських мов, що певною мірою сприяло їх розшифруванню і вивченню.

## Класифікація
- Хетська підгрупа
  - Хетська мова
- Лідійська підгрупа
  - Лідійська мова
- Палайська підгрупа
  - Палайська мова
- Лувійська підгрупа
  - Лувійська мова
  - Лікійська мова

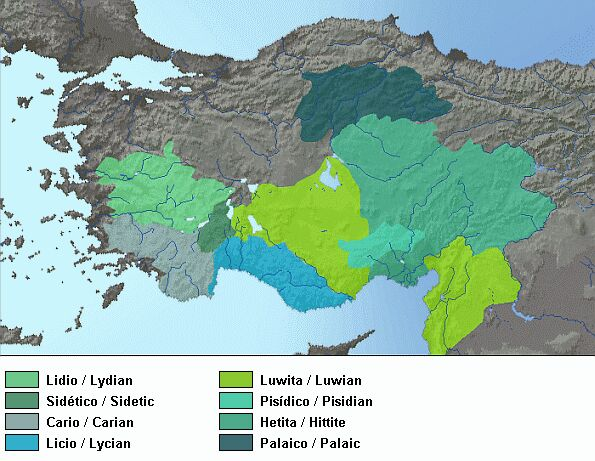

  - Мілійська мова (також відома як Лікійська мова В)
  - Карійська мова
  - Сідетська мова

Ще кілька мов засвідчені лише небагатьма глосами. Належність до анатолійських мови філістимлян є дискусійною.